# Бјела (река)
Бјела је река у Херцеговини, лева притока Неретве у коју се улива 3 km југоисточно од Коњица. Дужина тока износи 11 km. Главни првац тока је југозапад—североисток. Долина је позната по лежиштима манганове руде (Шупљи Кук, Рижине, Паљевине, Мајдан).